# Someone for Me
Someone for Me è un brano della cantante australiana Kylie Minogue, incluso dal suo diciassettesimo album in studio, Tension II (2024). Il remix del brano con il duo di DJ tedeschi YouNotUs è stato estratto come sesto singolo dal disco Tension II, il 17 gennaio 2025.

## Descrizione

### Antefatti
Il brano è stato scritto da Peter "Lostboy" Rycroft, Sarah Hudson, Brett "Leland" McLaughlin, Pablo Bowman e Kevin Hickey, mentre la produzione è stata curata da Lostboy e Zhone.
La demo di Someone for Me è stata proposta alla Minogue, che ha registrato la propria voce in autonomia, mentre si trovava in un hotel in Messico, ed è pertanto accreditata anche come co-vocal engineer del brano.

### Produzione
Dal punto di vista musicale, Someone for Me è influenzato da dance-pop, disco e house, con richiami ai suoni e ai ritmi tipici di Ibiza e delle Baleari. Il testo riflette sul desiderio di trovare una relazione, pur provando gioia per chi l’ha già trovata.